# Palazzo Cattaneo della Volta (Napoli)
Il Palazzo Cattaneo della Volta è un edificio di valore storico e architettonico di Napoli, situato in via Sannicandro nel quartiere di Stella.

## Storia e descrizione
Questo palazzo venne probabilmente eretto nella prima metà del XVII secolo. Nel XVIII secolo venne acquistato dalla famiglia Cattaneo della Volta, probabilmente dalla persona di Domenico, terzo principe di San Nicandro, andando a formare un sistema di edifici di famiglia che copriva un intero e vastissimo isolato e che aveva come fulcro in termini di rappresentanza il cinquecentesco palazzo di via Stella. All'epoca i suoi appartamenti, come anche quelli del palazzo al civico 27 di via Sannicandro, ospitavano in affitto ospiti importanti accolti dalla corte e delegazioni e ambasciate provenienti da stati che intrattenevano rapporti politici e commerciali con il Regno di Napoli. Nel 1814, quando fu redatto il Catasto provvisorio, apparteneva ancora ai Cattaneo. Si può presumere che si trasformò in un condominio frazionato tra molti proprietari già nel corso della seconda metà del XIX secolo.
Il palazzo sorge su di un suolo inclinato, precisamente sul pendio della collinetta della Stella degradante verso il Borgo dei Vergini. Presenta una facciata con quattro piani (un ammezzato, i due nobili e il terzo) e dei balconi mistilinei in piperno ogni due finestre in corrispondenza dei due nobili. Il portale a bugne in piperno, di identico disegno rispetto a quello del palazzo al civico 27, introduce all'androne sulla cui volta a botte è affrescato lo stemma dei Cattaneo della Volta Paleologo. L'androne fluisce in un porticato a tre campate (la cui centrale è più larga delle due laterali) voltate a crociera con pilastri e archi in piperno. A seguire vi è il cortile di forma rettangolare sulla cui parete di fondo, in asse rispetto all'ingresso, si staglia il settecentesco scalone aperto a tre rampanti e dalle tre arcate a tutto sesto per piano.
Come tanti altri palazzi del quartiere Stella necessita di un radicale restauro.